# Уточкин, Павел Петрович
Паве́л Петро́вич У́точкин (1910 — ?) — советский оператор документального кино, лауреат Сталинской премии второй степени (1950).

## Биография
П. П. Уточкин родился 12 (25) января 1910 года. В 1931 году окончил операторский факультет ВГИКа и начал работать на студии «Союзкино». С 1934 года — оператор студии «Союзтехфильм». Мастер снимал разнообразные сюжеты, но больше всего его интересовала жизнь природы. Познавательное начало в его фильмах всегда сочеталось с эстетическими задачами.

## Фильмография
- 1938 — Солнце; Остров белых птиц
- 1944 — Солнечное племя
- 1947 — Из жизни насекомых
- 1948 — По Волге
- 1949 — Лесная быль (с Н. А. Юрушкиной)
- 1955 — Терентий Мальцев
- 1956 — Врубель; Художник Александр Иванов
- 1957 — Лучи-исцелители
- 1958 — Поэма о жизни народа; Художник Бакшеев
- 1959 — В стране нектара
- 1960 — В садах и виноградниках Крыма; В Мещёре
- 1963 — Из истории «Железного потока»; По озёрам Игналины
- 1964 — Краски Дионисия (с Ю. Фёдоровым)
- 1965 — У Сиверского озера; Московские художники показывают
- 1966 — Пластическое изображение рельефа; Человек и атом
- 1967 — Встречи в Ялте
- 1968 — Основные законы наследственности
- 1970 — Загадка роста (с П. М. Косовым)
- 1976 — Эти коварные эльформы

## Награды и премии
- Орден «Знак Почёта» (6 марта 1950 года) — за выдающиеся заслуги в развитии советской кинематографии, в связи с 30-летием[1].
- Сталинская премия второй степени (1950) — за фильм « Лесная быль» (1949)
- Ломоносовская премия (1971) — за фильм «Законы наследственности» (1968)